# Böyük Kirs Dağı
Böyük Kirs Dağı (ryska: Gora Bol’shoy Kirs, armeniska: Mets K’irs Lerr, Մեծ Քիրս Լեռ, ryska: Гора Большой Кирс) är ett berg i Azerbajdzjan.   Det ligger i distriktet Şuşa şəhəri, i den sydvästra delen av landet, 280 km väster om huvudstaden Baku. Toppen på Böyük Kirs Dağı är 2 725 meter över havet.
Terrängen runt Böyük Kirs Dağı är kuperad åt sydväst, men åt nordost är den bergig. Böyük Kirs Dağı är den högsta punkten i trakten. Närmaste större samhälle är Shushi, 12,9 km norr om Böyük Kirs Dağı. 
Trakten runt Böyük Kirs Dağı består i huvudsak av gräsmarker. Runt Böyük Kirs Dağı är det ganska glesbefolkat, med 24 invånare per kvadratkilometer.